# Manzano (Mori)
Manzano è una frazione del comune di Mori in provincia autonoma di Trento.Conta circa 80 abitanti.
Nei pressi di Manzano vi è situata Ruver piccola località caratterizzata da campagne e una nota palestra di roccia che attira svariati turisti chiamata"palestra di Nomesino"

## Storia
Manzano è stato un comune italiano istituito nel 1920 in seguito all'annessione della Venezia Tridentina al Regno d'Italia. Nel 1924 è stato aggregato al comune di Pannone, assieme ai comuni di Nomesino, Chienis e Ronzo; il territorio è poi passato al comune di Mori.

## Monumenti e luoghi d'interesse

### Architetture religiose
- Chiesa di Sant'Antonio, chiesa parrocchiale documentata dal 1537[2]
- Chiesa di Sant'Apollonia, eretta nel 1646[3]

### Architetture civili
- Castello di Nomesino, abbattuto dai veneziani nel 1439[4]